# Olmecas-Xicalancas
Os olmecas-xicalancas foram um antigo povo do México, cuja origem é ainda desconhecida, avançando-se várias hipóteses: que se trataria de maias mexicanizados ou de descendentes de olmecas são duas delas. Sabe-se que chegaram ao México central cerca do século V oriundos da costa do golfo do México ou da península de Iucatã. Ocuparam sobretudo a região dos estados mexicanos de Puebla e Tlaxcala e a sua capital seria Cacaxtla. Terão ocupado Cholula no século VII. Alguns autores propõem que terão sido os antepassados directos dos toltecas. Ter-se-iam dedicado sobretudo ao comércio por quase toda a Mesoamérica.